# Сосновый Лог (Алтайский край)
Сосновый Лог — село в Кытмановском районе Алтайского края. Входит в состав Кытмановского сельсовета.

## История
Основано в 1851 году. В 1928 году состояло из 372 хозяйств, основное население — русские. В административном отношении являлось центром Сосново-Логовского сельсовета Верх-Чумышского района Барнаульского округа Сибирского края.

## Население
| 1926 | 1997 | 1998 | 1999 | 2000 | 2001 | 2002 | 2003 | 2004 | 2005 |
| ---- | ---- | ---- | ---- | ---- | ---- | ---- | ---- | ---- | ---- |
| 2044 | ↘705 | ↗706 | ↗714 | ↗720 | →720 | ↘712 | ↘680 | ↗692 | ↘658 |
| 2006 | 2007 | 2008 | 2009 | 2010 | 2011 | 2012 | 2013 |      |      |
| ↗662 | ↘634 | ↘611 | ↘597 | ↘543 | ↘541 | ↘533 | ↘514 |      |      |

Национальный состав
Согласно результатам переписи 2002 года, в национальной структуре населения русские составляли 90 %.